# فولفسبورغ
فولفسبورغ (بالألمانية: Wolfsburg) هي خامس أكبر مدينة في ولاية سكسونيا السفلى الألمانية. تقع على نهر ألير شمال شرق براونشفايغ (Brunswick)، تبعد المدينة حوالي 75 كـم (47 ميل) شرقا عن هانوفر و 230 كـم (143 ميل) غربا عن برلين.

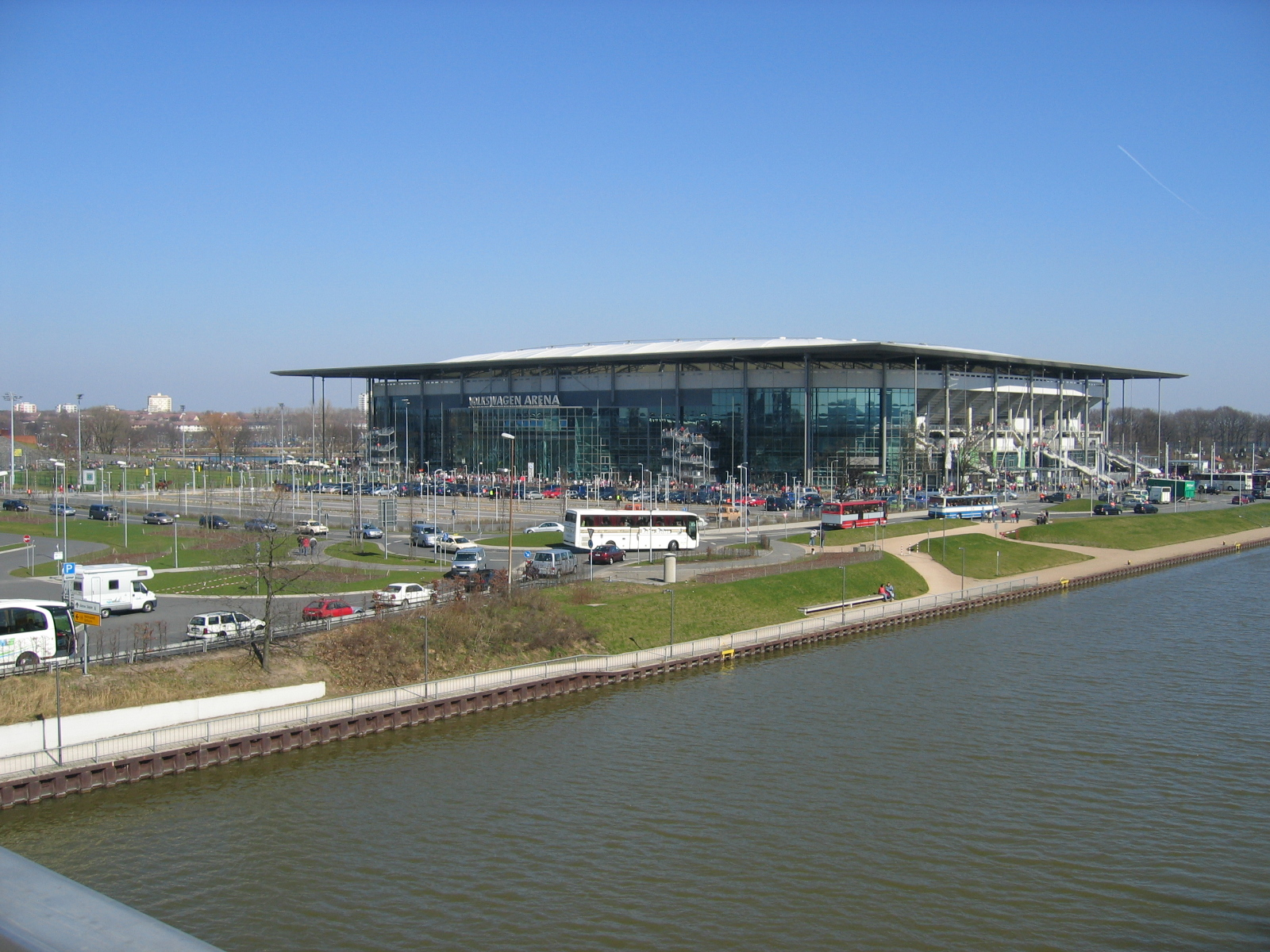
فولكسفاغن أرينا

في عام 2013، صنفت مدينة فولفسبورغ كأغنى مدينة في ألمانيا حيث بلغ نصيب الفرد من الناتج المحلي الإجمالي 128,000 دولار، وذلك بسبب ازدهار صناعة السيارات.
تشتهر مدينة فولفسبورغ بكونها موقع مقر شركة فولكسفاغن المساهمة، أكبر معمل للسيارات في العالم. يشكل متحف «أوتوشتادت» وجهة جاذبة للزوار ويقع بجوار مصنع فولكسفاغن والذي يتميز بمجموعة متنوعة من نماذج الشركة: أودي، بنتلي، بوغاتي، دوكاتي، لامبورغيني، مان، نيوبلان، بورشه، سكانيا، سيات، سكودا وفولكسفاغن للمركبات التجارية. فولفسبورغ هي واحدة من المدن الألمانية القليلة التي بنيت خلال النصف الأول من القرن العشرين. منذ تأسيسها في 1 تموز 1938 كمأوى للعمال الذين ينتجون "KdF-Wagen" (خنفساء فولكسفاغن) حتى 25 أيار 1945، كانت المدينة تسمى "Stadt des KdF-Wagens bei Fallersleben". في عام 1972، تجاوز عدد السكان لأول مرة 100,000 نسمة.

## جغرافيا
تقع فولفسبورغ على الطرف الجنوبي من وادي النهر القديم نهر ألير في Mittellandkanal (قناة ميدلاند). محاطة من كل مقاطعة غيفورن ومقاطعة هيلمشتادت.

### المناخ
يبلغ مجموع هطول الأمطار السنوي حوالي 532 مـم (21 بوصة) وهو منخفض جدا حيث أنه ينتمي إلى أقل عشر بيانات مقاسة في ألمانيا. 7٪ فقط من جميع محطات المراقبة في Deutscher Wetterdienst (خدمة الطقس الألمانية) تسجل بيانات أقل. ويعد تشرين الأول الشهر الأكثر جفافا، ويقاس معظم هطول الأمطار في حزيران حيث تقيس محطات المراقبة معدل هطول الأمطار بنسبة 1.9 مرة أكثر في شهر تشرين الأول. هطول الأمطار بالكاد متنوع ويتوزع باستمرار على مدار السنة. 17٪ فقط من محطات المراقبة تقيس انحرافا سنويا أقل.

## تاريخ
تم ذكر «قصر فولفسبورغ» لأول مرة عام 1302 في وثيقة كمقر إقامة السلالة النبيلة «بارتينسليبن» (Bartensleben). في الأصل إبقاء بجانب ألير، كانت محمية بواسطة خندق لعدة قرون لاحقة. في عام 1372، ظهر أول مرجع وثائقي ل"Burg Neuhaus" (قلعة نيوهوس) بالقرب من فولفسبورغ. بعد زوال خط بارتينسليبن في عام 1742، انتقلت الملكية وقصرها Wolfsburg (قصر فولفسبورغ) إلى إيرلز شولينبرغ. وكان القاصد الطائفي عاملا مهما للمستوطنات القريبة روثنفيلد (Rothenfelde) هيسلينغن (Heßlingen).
بعض المناطق الحضرية اليوم، بما في ذلك «هيسلينغين»، كانت تنتمي إلى دوق ماغديبورغ خلال القرن الثامن عشر. في عام 1932، تم فصل هذه المناطق عن مقاطعة ساكسونيا البروسية ودمجها في المنطقة الإدارية «لونه بورغ» التي تنتمي إلى هانوفر.
المناطق الحضرية الأخرى، مثل «فورسفيلده» والقرى التي تم نقلها إلى فولفسبورغ من بلدة هلمشتيت، كانت تابعة لدوق براونشفايغ لعدة قرون لاحقة. «فاليرسليبين» وقرى أخرى كانت تنتمي إلى الناخبين في براونشفايغ - لونبورغ أو مملكة هانوفر.
تأسست مدينة فولفسبورغ في 1 تموز 1938 باسم Stadt des KdF-Wagens bei Fallersleben ((بالعربية: مدينة سيارة KdF في فاليرسليبين))، وهي مدينة مقررة حول قرية «فاليرسليبين»، بنيت لإيواء عمال مصانع فولكس فاغن (سيارة الشعب) حيث أقيمت لتجميع نموذج فولكس فاغن بيتل.
خلال الحرب العالمية الثانية تم بناء السيارات العسكرية والطائرات والمعدات العسكرية الأخرى هناك، وبشكل أساسي من قبل العمال القسريين وأسرى الحرب[بحاجة لمصدر]. في عام 1942، أنشأ النازيون معسكر اعتقال «أربيتسدورف» في المدينة لبضعة أشهر.
وبناء على حث قوات الاحتلال البريطانية، أعيدت تسمية المدينة باسم فولفسبورغ في 25 أيار 1945، نسبة للقلعة التي تقع هناك. في عام 1951، فصلت فولفسبورغ عن منطقة غيفورن، وأصبحت منطقة حضرية.
في عام 1955 تم تصنيع فولكسفاغن الخنفساء المليون في فولفسبورغ. وانتهى إنتاج سيارة الخنفساء ما بعد الحرب في فولفسبورغ في عام 1974، على الرغم من استمرار إنتاجها في إمدن حتى عام 1978. ولا تزال المصانع في فولفسبورغ تشكل جزءا رئيسيا من الطاقة الإنتاجية لشركة فولكسفاغن.
خلال المعجزة الاقتصادية الألمانية (Wirtschaftswunder)، شهدت فولفسبورغ تدفق كبير من العمال المهاجرين، وخاصة من إيطاليا.
في عام 1958 تم بناء قاعة المدينة. في عام 1960 تم تغيير الشركة منVolkswagenwerk GmbH (شراكة ذات مسؤولية محدودة) إلى AG (شركة عامة محدودة).
وفي سياق إصلاح الأراضي في ساكسونيا السفلى عام 1972، أضيفت 20 بلدة إلى المدينة من خلال «قانون فولفسبورغ». اكتسب فولفسبورغ صيغة مدينة رئيسية مع ما يقرب من 131,000 نسمة. ونمت مساحة المدينة من 35 إلى ما يقرب من 204 كيلومترا مربعا. في عام 1973، بلغ عدد سكان المدينة ذروته حيث وثل إلى 131,971 نسمة.
في عام 1982 تم بناء الطريق A39، طريق جانبي ل A2 (أوبرهاوزن - هانوفر - فيردر)، كطريق سريع مباشر إلى فولفسبورغ.
في عام 1988، أصبحت المدينة مدينة جامعية مع إنشاء جامعة العلوم التطبيقية براونشفايغ / فولفنبوتل. اليوم اسمها جامعة أوستفاليا للعلوم التطبيقية.
كحملة ترويجية للجيل الخامس من سيارة فولكسفاغن غولف، رحبت مدينة فولفسبورغ بالزائرين على شبكة الإنترنت، وعلى القرطاسية الرسمية، وفي كل لافتة حدودية للمدينة باسم «غولفسبورغ» من 25 آب / أغسطس إلى 10 تشرين الأول / أكتوبر 2003. واكتسبت هذه الحملة الاهتمام على الصعيد الوطني من الصحافة والإذاعة، والبث التلفزيوني.
في صيف عام 2009، اكتسب فولفسبورغ اهتماما على الصعيد الوطني عندما فاز فريق كرة القدم التابع للمدينة، نادي فولفسبورغ، في الدوري الألماني لكرة القدم. أقيمت حفلة في وسط المدينة مع حوالي 100,000 شخص، وكان الحدث الأول من نوعه في تاريخ المدينة.

## روابط خارجية
الموقع الرسمي